# Mario Bros.
Mario Bros. (マリオブラザーズ?, Mario Burazāzu, lett. "Fratelli Mario") è un videogioco arcade a piattaforme prodotto da Nintendo, pubblicato nel 1983 nelle sale giochi e successivamente per molte console e home computer. Fu il primo titolo della serie di Mario a supportare il multigiocatore.
È uno spin-off della serie di giochi Donkey Kong, il gioco in cui Mario fece la sua prima comparsa sotto il nome di Jumpman. In questo gioco esordisce il fratello di Mario, Luigi. Diversamente da Donkey Kong, dove era un carpentiere, in questo gioco Mario diventa un idraulico e deve sterminare i nemici che escono dai tubi (tra cui le famose tartarughe, che nei successivi giochi della serie presero il nome di Koopa Troopa) delle fognature di New York. Fu seguito, solo per console, da Super Mario Bros.

## Modalità di gioco
Mario Bros. è uno dei più famosi videogiochi a piattaforme 2D a schermata fissa. Le piattaforme mantengono la stessa posizione durante l'intero corso del gioco e tutti i livelli hanno la stessa forma, pur cambiando i dettagli decorativi e i nemici.
Il gioco è senza fine; in tutto ci sono 14 tipi di livelli diversi, una volta superati si ripeteranno, con i livelli 8, 10, 11, 14 più ricorrenti.
L'obiettivo del gioco è sconfiggere, calciandoli, tutti i nemici. Mario può correre, con un po' di inerzia quando si ferma o cambia direzione (deve fare una piccola frenata), e saltare. Il metodo principale di attacco è saltare e colpire la piattaforma soprastante con la testa e il pugno. I nemici che si trovano al di sopra di quella sezione di piattaforma vengono così temporaneamente storditi (le tartarughe per l'esattezza vengono capovolte sul dorso e quindi immobilizzate). Mentre un nemico è stordito, Mario deve calciarlo, passandoci sopra. Se non lo calcia in tempo, il nemico si riprenderà dallo stordimento e diventerà più veloce di prima. Un nemico si riprende dallo stordimento, senza diventare più veloce, anche quando Mario urta nuovamente la sezione di piattaforma in cui si trova.
Mario può anche usare il POW, un blocco al centro dello schermo. Colpendo il POW tutti i nemici sulle piattaforme vengono storditi. Si possono dare solo un limitato numero di colpi a un POW, che diventa sempre più sottile fino a scomparire.
La modalità a due giocatori è di tipo cooperativo: il secondo giocatore interpreta Luigi, che deve collaborare con Mario per liberare lo schermo dai nemici. Tuttavia, poiché Mario e Luigi possono darsi delle spinte tra loro, sia urtandosi sia con le testate, e poiché i nemici possono essere risvegliati con una testata, è possibile giocare competitivamente cercando di buttare l'altro addosso ai nemici.

### Nemici
I nemici fuoriescono da due tubi in cima allo schermo e avanzano continuamente, limitandosi a cambiare direzione quando incontrano un ostacolo. Altri due tubi li accolgono quando arrivano in fondo allo schermo e li rimandano in cima, e così a oltranza finché non vengono uccisi. I tipi di nemici che si possono incontrare sono:
- Tartarughe, semplici e lente.
- Granchi, servono due testate per stordirli, dopo la prima assumono aspetto (e velocità) ben più "arrabbiato".
- Falene, fanno dei brevi voli anziché camminare, rendendo difficile sia stordirle che saltarle.

I nemici seguenti appaiono periodicamente e illimitatamente, ma non contano per terminare un livello. Si distruggono direttamente con le testate, senza bisogno del calcio.
- Mostro di ghiaccio, un blocco informe che si muove scivolando, se non viene colpito può fermarsi al centro di una piattaforma e congelarla, rendendola scivolosa.
- Saette, attraversano orizzontalmente lo schermo rimbalzando fra le piattaforme per poi sparire.

Ogni volta che si calcia un nemico fuoriesce dai tubi una moneta, che si può raccogliere o colpire per il punteggio; le monete si comportano come i nemici ma non ricompaiono più una volta uscite dal fondo. Ci sono anche dei livelli bonus popolati unicamente da monete ferme in aria, da raccogliere con un limite di tempo.

### Punteggio
Ogni azione vale un determinato numero di punti:
- Ribaltare un nemico: 10 punti.
- Calciare fuori dallo schermo un nemico: 800 punti.
- Monete: 800 punti.
- Sconfiggere un mostro di ghiaccio: 500 punti.
- Eliminare una sfera di fuoco bianca (saetta): 200 punti.
- Eliminare una sfera di fuoco rossa (vampa): 1000 punti.
- Raccogliere tutte le 10 monete nel livello bonus: 5000 (la prima volta), 8000 (le volte successive).

## Conversioni
Numerose conversioni vennero pubblicate da Atari per le proprie console e computer, e da Ocean Software per altri home computer. Su Commodore 64 ci furono due versioni, una prima pubblicata da Atari nel 1984 e una seconda da Ocean nel 1987.

## Altre versioni
Ci sono state altre versioni di Mario Bros, tra cui:
- Mario Bros.: un Game & Watch con Mario e Luigi, del tutto diverso dal gioco arcade. Venne anche convertito non ufficialmente per Commodore 64 con il titolo Mario Bros II.
- Punch Ball Mario Bros.: questo gioco consiste nello sconfiggere i nemici paralizzandoli con la palla che ha il giocatore. Questo gioco è per NEC PC-8801 ed è stato creato nel 1984.
- Mario Bros. Special: è una versione speciale di Mario Bros., diversa dall'originale perché consente di arrivare in cima attraversando dei buchi delle piattaforme; dopo essere arrivati in cima bisogna attivare cinque leve e non sarà facile perché col tempo si disattivano e bisogna riattivarle. Questo gioco uscì solo per alcuni computer giapponesi come il NEC PC-8801 ed è stato creato nel 1984.
- Una versione chiamata Kaette Kita Mario Bros. è stata distribuita in Giappone per il Famicom Disk System, con funzionalità aggiuntive e un gameplay revisionato. Include filmati e pubblicità, essendo pubblicato dalla compagnia alimentare Nagatanien. È stato disponibile solamente come promozione per un masterizzatore.[4]
- Mario Bros. Classic: questo è il remake di Mario Bros. apparso in tutta la serie di Super Mario Advance e su Mario & Luigi: Superstar Saga. La grafica è più moderna, sono incluse le voci, e Mario può camminare o correre.
- Mario Bros.-e: è anche possibile giocare a Mario Bros. grazie alla funzione dell'e-Reader.
- Luigi Bros: una versione di Mario Bros con protagonista Luigi è disponibile in Super Mario 3D World.

## Altre apparizioni
Una versione del gioco è contenuta in Super Mario Bros. 3. Inoltre tutti i quattro giochi della serie Super Mario Advance e Mario & Luigi: Superstar Saga contengono un remake di Mario Bros. con grafica migliorata, più nemici, le voci dei personaggi, nuovi bonus e segreti e anche qualche nuova abilità.
Inoltre:
- il blocco POW appare come oggetto utilizzabile in molti giochi successivi, come Super Mario Bros. 2, Super Mario World 2: Yoshi's Island, Mario Kart Wii, New Super Mario Bros. Wii, "Super Mario 3D World".
- Lo scenario di Mario Bros. è presente in Mario's Time Machine, sebbene con caratteristiche e scopi differenti, e in Mario Power Tennis in un minigioco sbloccabile.
- In Super Smash Bros. Brawl è presente un campo di combattimento che possiede l'aspetto e le caratteristiche del primo livello di Mario Bros.[5]
- In Super Mario 3D World appare una modalità da sbloccare alla fine del gioco chiamata Luigi Bros, una versione di Mario Bros. in cui il protagonista è Luigi, per celebrare l'Anno di Luigi tenutosi dal 2013 al 2014.[senza fonte]